# Дорожные знаки Украины
Дорожные знаки Украины регулируются сочетанием норм, установленных Венской конвенцией о дорожных знаках и сигналах, Европейским Союзом и Министерством инфраструктуры Украины. Первая необходимость национального стандарта для дорог и дорожных знаков стала очевидна после распада СССР и появления Украины как независимого государства. Знаки изложены в 7 отдельных категориях, основанных на значимости: предупреждающие знаки, знаки приоритета, запрещающие и ограничивающие знаки, предписывающие знаки, информационно-указательные знаки, знаки сервиса и дополнительные знаки.
На Украине правостороннее движение, как в остальной Европе, за исключением Кипра, Ирландии, Мальты и Великобритании.
С 1 ноября 2021 года вступил в силу новый стандарт дорожных знаков Украины. Согласно новым стандартам, знаки будут легче читаться, также запрещено их нагромождение. Главное отличие — названия населенных пунктов будут иметь другой шрифт и будут написаны с большой буквы, а не заглавными буквами. Новый стандарт предусматривает:
- компоновка дорожных знаков индивидуального проектирования по новому принципу;
- текст должен начинаться с прописной буквы;
- стрелки имеют новую форму;
- для обозначения центра населенного пункта и реки используются символы европейского образца;
- определены четкие пропорции и расстояния между элементами, в зависимости от размера прописной буквы, которая выбирается исходя из места установки знака и категории дороги;
- предусмотрена транслитерация названий населенных пунктов.

Кроме того, согласно настоящему стандарту, будет новое обозначение диагональных пешеходных переходов и новая табличка для островков безопасности. Знаки и таблички для дорожных знаков для развития велоинфраструктуры также обновят.

## Предупреждающие знаки
Предупреждающие знаки обычно представляют собой островерхие красные треугольники с белым фоном и черными значками. Жёлтый фон используются для временной опасности или обусловлены дорожными работами. Знаки могут включать дополнительные таблички с подробностями опасности, к которой относятся знаки или содержащие другую необходимую информацию.

1.1. Опасный поворот направо
1.2. Опасный поворот налево
1.3.1. Несколько поворотов
1.3.2. Несколько поворотов
1.4.1. Направление поворота
1.4.2. Направление поворота
1.4.3. Направление поворота
1.4.4. Направление поворота
1.4.5. Направление поворота
1.4.6. Направление поворота
1.4.7. Направление поворота
1.5.1. Сужение дороги
1.5.2. Сужение дороги
1.5.3. Сужение дороги
1.6. Крутой подъём
1.7. Крутой спуск
1.8. Выезд на набережную или берег
1.9. Тоннель
1.10. Неровная дорога
1.11. Бугор
1.12. Выбоина
1.13. Скользкая дорога
1.14. Выброс каменных материалов
1.15. Опасная обочина
1.16. Падение камней
1.17. Боковой ветер
1.18. Низколетящие самолёты
1.19. Пересечение с круговым движением
1.20. Пересечение с трамвайным путём
1.21. Пересечение равнозначных дорог
1.22. Пересечение со второстепенной дорогой
1.23.1. Примыкание второстепенной дороги с правой стороны
1.23.2. Примыкание второстепенной дороги с левой стороны
1.23.3. Примыкание второстепенной дороги с правой и левой сторон
1.23.4. Примыкание второстепенной дороги с левой и правой сторон
1.24. Светофорная регулировка
1.25. Разводной мост
1.26. Двухстороннее движение
1.27. Железнодорожный переезд со шлагбаумом
1.28. Железнодорожный переезд без шлагбаума
1.29. Однопутная железная дорога
1.30. Многопутная железная дорога
1.31.1. Приближение к железнодорожному переезду, левый (150-300 м)
1.31.2. Приближение к железнодорожному переезду, левый (100-200 м)
1.31.3. Приближение к железнодорожному переезду, левый (50-100 м)
1.31.4. Приближение к железнодорожному переезду, правый (150-300 м)
1.31.5. Приближение к железнодорожному переезду, правый (100-200 м)
1.31.6. Приближение к железнодорожному переезду, правый (50-100 м)
1.32. Пешеходный переход
1.33. Дети
1.34. Выезд велосипедистов
1.35. Перегон скота
1.36. Дикие животные
1.37. Дорожные работы
1.38. Затор
1.39 Аварийно-опасный участок (иная опасность)
1.40 Изменение покрытия
1.41 Место (участок) концентрации дорожно-транспортных происшествий

## Знаки приоритета
Приоритетные знаки регулируют порядок движения транспортных средств. Знак главной дороги подсказывает водителям, что они имеют преимущественное право на всех перекрестках впереди на дороге до конца действия знака. Дорожные знаки преимущества в движении используются там, где дорога слишком узкая, чтобы разрешить движение транспортных средств бок о бок, а только поочередно.

2.1. Уступить дорогу
2.2. Проезд без остановки запрещён
2.3. Главная дорога
2.4. Конец главной дороги
2.5. Преимущество встречного движения
2.6. Преимущество перед встречным движением

## Запрещающие знаки
Запрещающие знаки регулируют использование дороги на основе возможности движения, классов транспортных средств или других ограничений.

3.1. Движение запрещено
3.2. Движение механических транспортных средств запрещено
3.3. Движение грузовых автомобилей запрещено
3.4. Движение с прицепом запрещено
3.5. Движение тракторов запрещено
3.6. Движение мотоциклов запрещено
3.7. Движение на мопедах запрещено
3.8. Движение на велосипедах запрещено
3.9. Движение пешеходов запрещено
3.10. Движение с ручными тележками запрещено
3.11. Движение гужевых повозок (саней) запрещено
3.12. Движение транспортных средств, перевозящих опасные грузы, запрещено
3.13. Движение транспортных средств, перевозящих взрывчатку, запрещено
3.14. Движение транспортных средств, перевозящих загрязняющие воду вещества, запрещено
3.15. Движение транспортных средств, масса которых превышает …т, запрещено
3.16. Движение транспортных средств, нагрузка на ось которых превышает …т, запрещено
3.17. Движение транспортных средств, ширина которых превышает …м, запрещено
3.18. Движение транспортных средств, высота которых превышает …м, запрещено
3.19. Движение транспортных средств, длина которых превышает …м, запрещено
3.20. Движение транспортных средств без соблюдения дистанции ... м запрещено
3.21. Въезд запрещен
3.22. Поворот направо запрещён
3.23. Поворот налево запрещён
3.24. Разворот запрещён
3.25. Обгон запрещён
3.26. Конец запрета обгона
3.27. Обгон грузовым автомобилям запрещён
3.28. Конец запрета обгона грузовым автомобилям
3.29. Ограничение максимальной скорости
3.30. Конец ограничения максимальной скорости
3.31. Зона ограничения максимальной скорости
3.32. Конец зоны ограничения максимальной скорости
3.33. Подача звукового сигнала запрещена
3.34. Остановка запрещена
3.35. Стоянка запрещена
3.36. Стоянка запрещена в нечетные числа месяца
3.37. Стоянка запрещена в четные числа месяца
3.38. Зона ограниченной стоянки
3.39. Конец зоны ограниченной стоянки
3.40. Таможня
3.41. Контроль
3.42. Конец всех запретов и ограничений
3.43. Опасность
3.44. Движение указанных транспортных средств запрещено
3.45. Движение указанных транспортных средств запрещено

## Предписывающие знаки
Предписывающие знаки сообщают водителям о действиях, которые они должны предпринять или которым они должны следовать, или могут обозначать типы транспортных средств, которым разрешено движение по дороге.

4.1. Движение прямо
4.2. Движение направо
4.3. Движение налево
4.4. Движение прямо или направо
4.5. Движение прямо или налево
4.6. Движение направо или налево
4.7. Объезд препятствия справа
4.8. Объезд препятствия слева
4.9. Объезд препятствия справа или слева
4.10. Круговое движение
4.11. Движение легковых автомобилей
4.12. Ограничение минимальной скорости
4.13. Конец ограничения минимальной скорости
4.14. Дорожка для велосипедистов
4.15. Конец дорожки для велосипедистов
4.16. Дорожка для пешеходов
4.17. Дорожка для пешеходов и велосипедистов
4.18.1. Смежные пешеходная и велосипедная дорожки
4.18.2. Смежные пешеходная и велосипедная дорожки
4.19. Дорожка для всадников
4.20.1. Направление движения транспортных средств с опасными грузами
4.20.2. Направление движения транспортных средств с опасными грузами
4.20.3. Направление движения транспортных средств с опасными грузами
4.21. Движение с применением цепей противоскольжения
4.22. Конец участка движения с применением цепей противоскольжения
4.23. Дорога для совместного движения легковых автомобилей и велосипедистов
4.24. Конец дороги для совместного движения легковых автомобилей и велосипедистов

## Информационно-указательные знаки
Информационно-указательные знаки описывают условия дороги и покрытия, не требующие предупреждения опасности, обязательных предписаний или запретов.

5.1. Автомагистраль
5.2. Конец автомагистрали
5.3. Дорога для автомобилей
5.4. Конец дороги для автомобилей
5.5. Дорога с односторонним движением
5.6. Конец дороги с односторонним движением
5.7.1. Выезд на дорогу с односторонним движением
5.7.2. Выезд на дорогу с односторонним движением
5.8. Дорога с полосой для движения маршрутных транспортных средств
5.9. Конец дороги с полосой для движения маршрутных транспортных средств
5.10.1. Выезд на дорогу с полосой для движения маршрутных транспортных средств
5.10.2. Выезд на дорогу с полосой для движения маршрутных транспортных средств
5.10.3. Выезд на дорогу с полосой для движения маршрутных транспортных средств
5.10.4. Выезд на дорогу с полосой для движения маршрутных транспортных средств
5.11. Полоса для движения маршрутных транспортных средств
5.12. Конец полосы для движения маршрутных транспортных средств
5.13. Дорога с реверсивным движением
5.14. Конец дороги с реверсивным движением
5.15. Выезд на дорогу с реверсивным движением
5.16. Направления движения по полосам
5.17.1. Направление движения по полосам
5.17.2. Направление движения по полосам
5.18. Направление движения по полосе
5.19.1. Использование полосы движения
5.19.2. Использование полосы движения
5.19.3. Использование полосы движения
5.20.1 Начало дополнительной полосы движения
5.20.2 Начало дополнительной полосы движения
5.21.1. Конец дополнительной полосы движения
5.21.2. Конец дополнительной полосы движения
5.22. Прилегание полосы для разгона транспортных средств
5.23. Прилегание дополнительной полосы движения с правой стороны
5.24. Минимальная скорость на разных полосах движения
5.25. Минимальная скорость на полосе движения
5.26. Ограничение максимальной скорости на разных полосах движения
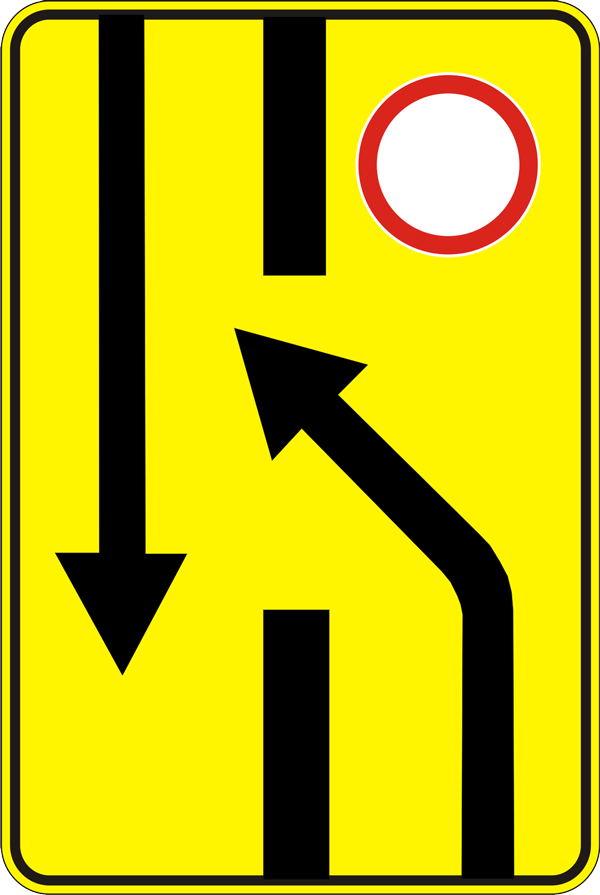
5.27.1. Изменение направления движения на дороге с разделительной полосой
5.27.2. Изменение направления движения на дороге с разделительной полосой
5.28. Полоса движения для аварийной остановки
5.29. Место для разворота
5.30. Зона для разворота
5.31.1. Направление движения для грузовых автомобилей
5.31.2. Направление движения для грузовых автомобилей
5.31.3. Направление движения для грузовых автомобилей
5.32.1. Тупик
5.32.2. Тупик
5.32.3. Тупик
5.33. Рекомендуемая скорость
5.34. Жилая зона
5.35. Конец жилой зоны
5.36. Пешеходная зона
5.37. Конец пешеходной зоны
5.38.1. Пешеходный переход
5.38.2. Пешеходный переход
5.39. Диагональный пешеходный переход
5.40.1. Подземный пешеходный переход
5.40.2. Подземный пешеходный переход
5.41.1. Надземный пешеходный переход
5.41.2. Надземный пешеходный переход
5.42.1. Место для стоянки
5.42.2. Место для стоянки
5.42.3. Место для стоянки
5.43. Зона стоянки
5.44. Конец зоны стоянки
5.45.1. Пункт остановки автобуса
5.45.2. Конец пункта остановки автобуса
5.46.1. Пункт остановки трамвая
5.46.2. Конец пункта остановки трамвая
5.47.1. Пункт остановки троллейбуса
5.47.2. Конец пункта остановки троллейбуса
5.48. Место стоянки такси
5.49. Начало населенного пункта
5.50. Конец населенного пункта
5.51. Начало населенного пункта
5.52. Конец населенного пункта
5.53. Начало застройки населенного пункта
5.54. Конец застройки населенного пункта
5.55. Общие ограничения скорости и срок применения дневных ходовых огней (ближнего света фар)
5.56. Возможность использования дороги
5.57. Предварительный указатель направлений
5.57. Предварительный указатель направлений
5.57. Предварительный указатель направлений
5.57. Предварительный указатель направлений
5.57. Предварительный указатель направлений
5.58. Предварительный указатель направления
5.58. Предварительный указатель направления
5.59. Указатель направления
5.59. Указатель направления
5.59. Указатель направления
5.59. Указатель направления
5.59. Указатель направления
5.60. Указатель направлений
5.60. Указатель направлений
5.61. Указатель расстояний (подтверждение маршрута)
5.61. Указатель расстояний (подтверждение маршрута)
5.62. Схема движения
5.63. Схема объезда
5.64.1. Направление объезда
5.64.2. Направление объезда
5.64.3. Направление объезда
5.65.1. Название объекта
5.65.2. Название объекта
5.66. Номер маршрута (пути)
5.66. Номер маршрута (пути)
5.66. Номер маршрута (пути)
5.66. Номер маршрута (пути)
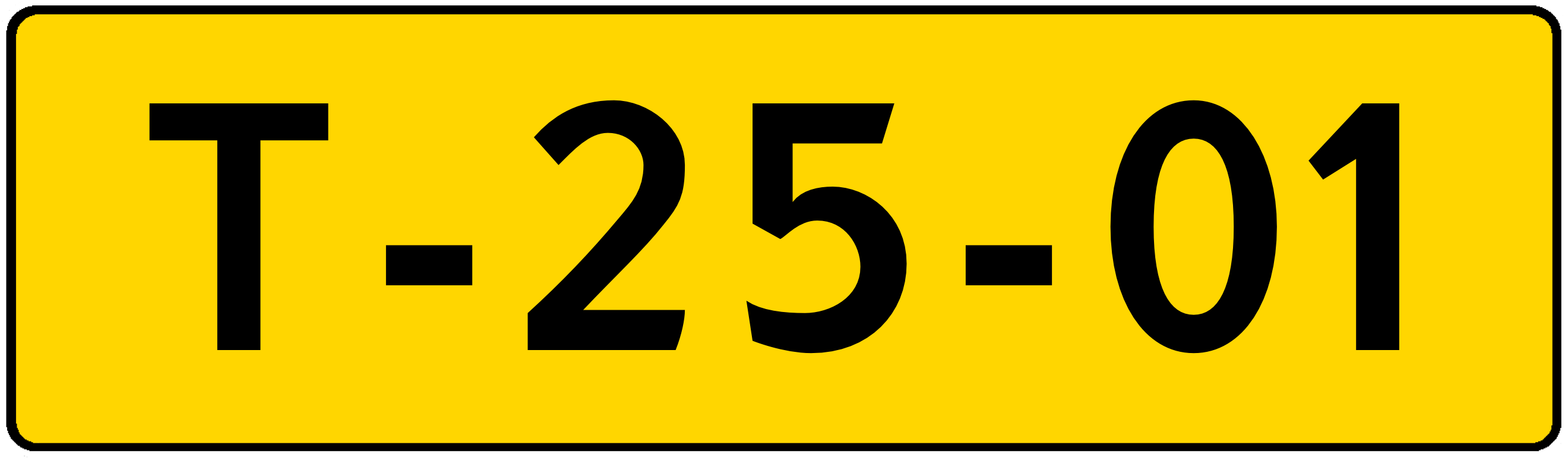
5.66. Номер маршрута (пути)
5.67.1. Номер и направление маршрута (дороги)
5.67.2. Номер и направление маршрута (дороги)
5.67.2. Номер и направление маршрута (дороги)
5.67.3. Номер и направление маршрута (дороги)
5.67.3. Номер и направление маршрута (дороги)
5.68. Километровый знак
5.69. Место остановки
5.70. Изменение схемы движения
5.71. Аэропорт
5.72. Железнодорожный вокзал или пункт остановки поездов
5.73. Автовокзал или автостанция
5.74. Тоннель
5.75. Окончание тоннеля
5.76. Автоматическая видеофиксация нарушений Правил дорожного движения
5.77. Морской (речной) порт или вокзал
5.78. Радиостанции, передающие информация о дорожном движении
5.79.1. Аварийный выход
5.79.2. Аварийный выход
5.80.1. Указатель направления и расстояния до аварийного выхода
5.80.2. Указатель направления и расстояния до аварийного выхода
5.81. Указатель направлений и расстояния до аварийных выходов
5.82.1. Платная дорога
5.82.2. Конец платной дороги
5.83.1. Платная дорога
5.83.2. Конец платной дороги
5.84. Начало пограничной полосы
5.85. Конец пограничной полосы
5.86. Начало контролируемого пограничного района
5.87. Конец контролируемого пограничного района
5.88. Велосипедная полоса
5.89. Конец велосипедной полосы
5.90. Зона для пешеходов и велосипедистов
5.91. Конец зоны для пешеходов и велосипедистов
5.92.1. Велосипедный переезд
5.92.2. Велосипедный переезд
5.93.1. Смежные пешеходный переход и велосипедный переезд
5.93.2. Смежные пешеходный переход и велосипедный переезд
5.94.1. Дорога со встречной велосипедной полосой
5.94.2. Конец дороги со встречной велосипедной полосой
5.95.1. Выезд на дорогу с односторонним движением и встречной велосипедной полосой
5.95.2. Выезд на дорогу с односторонним движением и встречной велосипедной полосой
5.96.1. Зона габаритно-весового контроля
5.96.2. Конец зоны габаритно-весового контроля

## Знаки сервиса
Знаки сервиса обозначают путь к дорожным службам, которые могут пригодиться водителю. Они могут включать стрелки, расстояния или названия служб.

6.1. Пункт первой медицинской помощи
6.2. Больница
6.3. Телефон для вызова аварийной службы
6.4. Огнетушитель
6.5. Пункт технического обслуживания
6.6. Пункт мойки автомобилей
6.7.1. Автозаправочные станции
6.7.2. Автозаправочные станции
6.7.3. Электрозарядная станция
6.7.4. Автозаправочные станции
6.7.5. Автозаправочная и электрозарядная станции
6.7.6. Автозаправочная и электрозарядная станции
6.7.7. Автозаправочная и электрозарядная станции
6.8. Телефон
6.9. Пункт справочной службы
6.10. Дорожная станция патрульной полиции
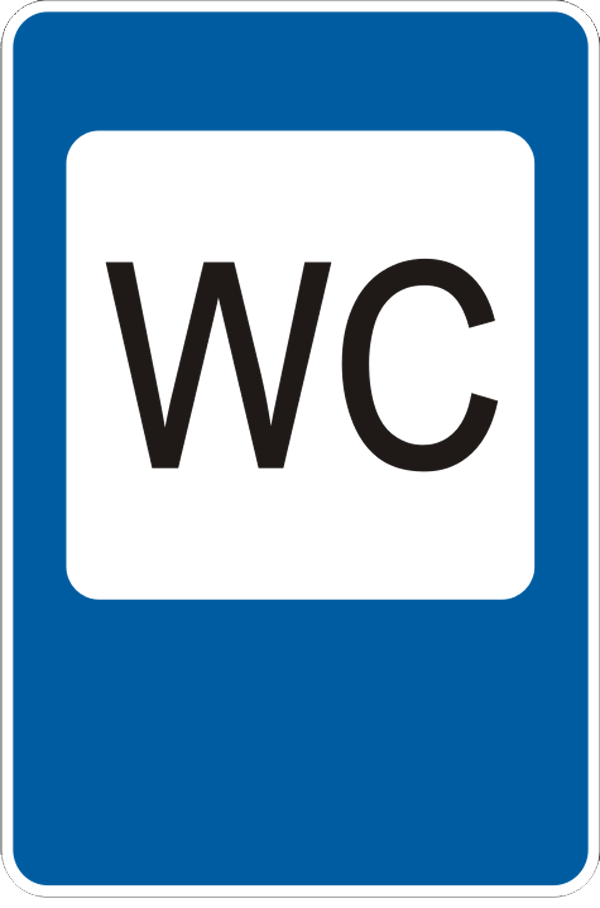
6.11. Туалет
6.12. Питьевая вода
6.13. Ресторан или столовая
6.14. Кафе
6.15. Место отдыха
6.16. Отель или мотель
6.17. Туристическая база
6.18. Кемпинг
6.19. Место стоянки прицепов в кемпинге
6.20. Участок для лагеря автотуристов и место стоянки прицепов в кемпинге
6.21. Пляж или бассейн
6.22. Достопримечательности
6.23. Шиномонтаж

## Таблички к дорожным знакам
Таблички к дорожным знакам предоставляют дополнительную информацию о знаке над ними.

7.1.1. Расстояние до объекта (300 метров)
7.1.2. Расстояние до объекта (250 метров до знака)
7.1.3. Расстояние до объекта (300 метров налево)
7.1.4. Расстояние до объекта (100 метров направо)
7.2.1. Зона действия (300 метров прямо)
7.2.2. Зона действия (10 метров прямо)
7.2.3. Зона действия (конец зоны действия некоторых знаков)
7.2.4. Зона действия (в зоне действия знака)
7.2.5. Зона действия (30 метров направо)
7.2.6. Зона действия (25 метров налево)
7.3.1. Направление действия (направо)
7.3.2. Направление действия (налево)
7.3.3. Направление действия (в обе стороны)
7.4.1. Субботние, воскресные и праздничные дни
7.4.2. Рабочие дни
7.4.3. Дни недели
7.4.4. Время действия
7.4.5. Время действия
7.4.6. Время действия
7.4.7. Время действия
7.5.1. Вид транспортного средства
7.5.2. Вид транспортного средства
7.5.3. Вид транспортного средства
7.5.4. Вид транспортного средства
7.5.5. Вид транспортного средства
7.5.6. Вид транспортного средства
7.5.7. Вид транспортного средства
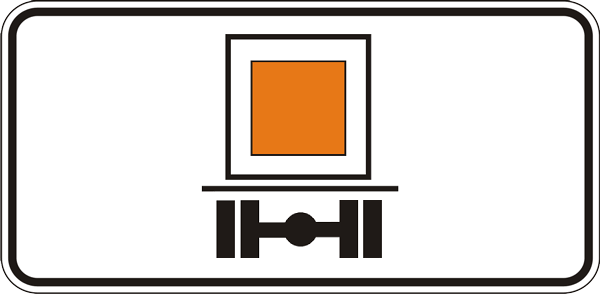
7.5.8. Вид транспортного средства
7.5.9. Вид транспортного средства
7.6.1. Способ постановки транспортного средства на стоянку
7.6.2. Способ постановки транспортного средства на стоянку
7.6.3. Способ постановки транспортного средства на стоянку
7.6.4. Способ постановки транспортного средства на стоянку
7.6.5. Способ постановки транспортного средства на стоянку
7.6.6. Способ постановки транспортного средства на стоянку
7.6.7. Способ постановки транспортного средства на стоянку
7.7. Стоянка с неработающим двигателем
7.8. Направление главной дороги
7.9. Полоса движения
7.10. Количество поворотов
7.11. Паромная переправа
7.12. Гололедица
7.13. Влажное покрытие
7.14. Платные услуги
7.15. Место для осмотра автомобилей
7.16. Слепые пешеходы
7.17. Инвалиды
7.18. Кроме инвалидов
7.19. Ограничение продолжительности стоянки
7.20. Ограничение по температуре
7.21.1. Вид опасности
7.21.2. Вид опасности
7.21.3. Вид опасности
7.21.4. Вид опасности
7.21.5. Вид опасности
7.22. Лыжники
7.23. Место для зарядки электромобилей
7.24. Эвакуатор
7.25. Островок безопасности
7.26. Срок применения дневных ходовых огней (ближнего света фар)
7.27. Нанесение разметки
7.28.1. Вид общественного транспорта
7.28.2. Вид общественного транспорта
7.28.3. Вид общественного транспорта
7.28.4. Вид общественного транспорта
7.29.1. Направление движения велосипедистов
7.29.2. Направление движения велосипедистов
7.29.3. Направление движения велосипедистов
7.29.4. Направление движения велосипедистов
7.29.5. Направление движения велосипедистов
7.29.6. Направление движения велосипедистов